# Castrocontrigo
Castrocontrigo (leóni nyelven Castrocontrigu) település Spanyolországban, León tartományban. Lakosainak száma 669 fő (2024).

## Földrajza
Castrocontrigo Truchas, Luyego, Quintana y Congosto, Castrocalbón, Ayoó de Vidriales, Cubo de Benavente, Justel és Muelas de los Caballeros községekkel határos.

## Népesség
A település lakosságának változását az alábbi diagram mutatja:
| Lakosok száma | 1168 | 1075 | 993  | 936  | 895  | 847  | 807  | 765  | 701  | 669  |
|               | 2001 | 2004 | 2007 | 2009 | 2012 | 2014 | 2017 | 2019 | 2022 | 2024 |